# Académie royale suédoise des Beaux-Arts
Ne doit pas être confondu avec Kungliga Konsthögskolan.
L'Académie royale suédoise des Beaux-Arts (en suédois Kungliga Akademien för de fria konsterna) est une des académies royales de Suède, fondée en 1773 par le roi Gustave III de Suède.

## Présentation
C'est une association indépendante qui vise à promouvoir la peinture, la sculpture, l'architecture et les autres arts visuels.
Créée en 1735, l'École royale des beaux-arts de Stockholm, qui faisait partie intégrante de l'académie royale, a été mise directement sous la tutelle du ministère de l'Éducation en 1978.

## Membres
- Jean-François de Bourgoing (1748-1811), diplomate et écrivain français.
- Benjamin Patersen (1748 ou 1750 - 1814 ou 1815), peintre et graveur suédois actif en Russie.

## Anciens élèves
- Julia Beck (1853-1935)
- Hilma af Klint (1862-1944)
- Emma Löwstädt-Chadwick (1855-1932)
- Alice Nordin (1871-1948)
- Anna Petrus (1886-1949)
- Anshelm Schultzberg (1862-1945)
- Ida von Schulzenheim (1859-1941)
- Hanna Winge (1838-1896)